# Østjerusalem
Østjerusalem (Arabisk: القدس الشرقية, transskription: al-Quds ash-Sharqiya. Hebraisk: מִזְרַח יְרוּשָׁלַיִם, transskription: Mizraḥ Yerushalayim) er den del af Jerusalem, der blev holdt af Jordan efter den arabisk-israelske krig i 1948. I kontrast blev den vestlige del af Jerusalem – Vestjerusalem – holdt af Israel efter 1948-krigen. Som følge af seksdageskrigen i 1967 erobrede Israel Østjerusalem og har siden 1967 derfor kontrolleret hele Jerusalem.
I henhold til international lov betragtes Østjerusalem som en del af Vestbredden og derfor af de palæstinensiske områder. En række stater anerkender i øjeblikket Østjerusalem som hovedstaden i staten Palæstina (heriblandt Argentina, Brasilien, Kina, Rusland og alle 57 medlemmer af Den Islamiske Samarbejdsorganisation), mens andre lande (heriblandt Australien, Finland, Frankrig m.fl.) hævder, at Østjerusalem "vil blive Palæstinas hovedstad", mens de på nuværende tidspunkt omtaler Østjerusalem som "et besat område". Modsat erklærede Israel – som følge af Jerusalemloven fra 1980 – at det forenede Jerusalem var landets hovedstad. Jerusalems status er blevet beskrevet som "et af de mest vanskelige spørgsmål i den israelsk-palæstinensiske konflikt", hvor der eksisterer modstridende krav om suverænitet over byen – eller dele af den – samt adgang til Østjerusalem hellige steder.
Østjerusalem inkluderer Jerusalems gamle bydel og nogle af jødedommens, kristendommens og islams helligste steder, såsom Tempelbjerget, Grædemuren, Klippehelligdommen, Al-Aqsa-moskéen, Oliebjerget og Den Hellige Gravkirke.
Udtrykket "Østjerusalem" kan referere til enten området som var under jordansk herredømme mellem 1949–67, som var indlemmet i Jerusalems administrationsområde i 1967 og dækkede 70 km², eller det jordanske administrationsområdes territorium før 1967, som dækkede 6,4 km²